# Ricardo Lorenz
Ricardo E. Lorenz-Abreu (Maracaibo, 1961) is een Venezolaans componist, muziekpedagoog, ethnomusicoloog en dirigent.

## Levensloop
Lorenz-Abreu kreeg zijn eerste pianoles op twaalfjarige leeftijd. In 1982 vertrok hij naar de Verenigde Staten en studeerde aan de Indiana University in Bloomington bij onder anderen Donald Erb en behaalde zijn Bachelor of Music in 1984. Aan deze universiteit raakte hij bekend met de Chileense componist Juan Orrego-Salas, die toen directeur was van Indiana’s Latin American Music Center. In 1987 behaalde hij aan dezelfde universiteit zijn Master of Music in compositie met zijn Sinfonietta concertante, voor blaaskwintet en strijkorkest. Hij werd in 1987 opvolger van zijn mentor Juan Orrego-Salas als directeur van de Latin American Music Center aan de Indiana University. In deze functie bleef hij tot 1992. 
Hij was als docent verbonden aan de Universiteit van Chicago (1997), het Richard J. Daley College (1998-1999), het Illinios Community College en de Indiana University (vanaf 2003) en de City Colleges of Chicago. Tegelijkertijd voltooide hij zijn muziekstudies bij Phil Bohlman (ethnomusicologie) en de Israëlische componist Shulamit Ran aan de Universiteit van Chicago en promoveerde tot Ph.D. (Philosophiæ Doctor) met de proefschrift Voices in Limbo: Identity, representation, and realities of Latin American Composers in 1999. Hij was eveneens als huiscomponist verbonden aan het Armonía Musicians Residency Program van het Chicago Symphony Orchestra (1998-2003), de Billings Symphony (1998-1999) en de Music in the Loft chamber music series (1999-2000). Lorenz-Abreu is bestuurslid van het Civic Orchestra of Chicago sinds 2002.
Tegenwoordig is hij docent aan het Michigan State University College of Music. Hij is gehuwd met Petra Telgkamp.
Als componist schreef hij werken voor verschillende genres. Zijn werken werden uitgevoerd tijdens vooraanstaande festivals en andere evenementen zoals Carnegie Hall's Sonidos de las Américas, Ravinia Festival, Santa Fe Chamber Music Festival, Berlioz Festival in Frankrijk, Festival Internacional de Música Contemporanea de Alicante (Spanje), het Festival Cervantino in Mexico en het Uluslararasi Summer Festival in Turkije.

## Composities

### Werken voor orkest
- 1987 Sinfonietta Concertante, voor blaaskwintet en strijkorkest - Homenaje a Heitor Villa-Lobos
- 1989 Mar Acá, voor dwarsfluit, Idiofonen (maraca's, shekere, rainstick) en kamerorkest
- 1989 Concert, voor piano en orkest
- 1990 Concert, voor viool en orkest
- 1992 Confabulaciones del Alma (Three Symphonic Etudes), voor orkest
- 1993 Concerto for Orchestra
- 1993 Entrada Triunfal del Rey Mangoberry, voor orkest
- 1995 Concert, voor blokfluit en orkest
- 1999 Pataruco: Concerto, voor Venezolaanse maracas en orkest
- 2000 Konex-Konex, voor folk ensemble en orkest
- 2001 En Tren Vá Changó (Destination Macondo), voor orkest
- 2002 Fantasía (del Equivocado Fritz), voor piano en kamerorkest
- 2007 Rumba Sinfónica, voor Latijns-Amerikaans band en orkest
- 2010 Canciones de Jara (Jara Songs): Concerto, voor altviool en orkest
- 2012 Habanera Science, voor strijkorkest

### Werken voor harmonieorkest
- 2008 El Muro (The Wall), voor harmonieorkest
- 2011 Monkey to the Sky: Concertino, voor eufonium, piano en blazers

### Muziektheater

#### Toneelmuziek
- 1986 Incidental music to the play "La Última Lorcura", voor saxofoon, piano en slagwerk

### Vocale muziek

#### Werken voor koor
- 1984 Delirio y Descanso, ouverture voor gemengd koor en orkest
- 1984 Homenaje al libertador, voor gemengd koor en orkest
- 1991 Sit Still, voor spreker, gemengd koor en kamerorkest - tekst: Robert Fulghum
- 2012 Cacerola Soul, voor gemengd koor en instrumentaal ensemble

#### Liederen
- 1983 Poemas de amor e irreverencia, voor tenor en piano - tekst: Manuel Losada
- 1985 Misericordia Campana, voor dramatisch sopraan, versterkt piano en bandrecorder
- 1988 Canciones de Amor e Irreverencia, voor tenor en twaalf instrumenten (dwarsfluit, klarinet, fagot, trompet, trombone, 2 violen, altviool, cello, slagwerk en piano)

### Kamermuziek
- 1982 Variaciones Vivas sobre un Tema Muerto, voor viool en piano
- 1984 Una historia tropical, voor spreker, viool, klarinet, fagot, trompet, trombone, contrabas en slagwerk - tekst: Carmen Helena Tellez
- 1984 Variaciones Aldana, voor dwarsfluit en strijkkwartet
- 1985 Triántico, voor blokfluit, gitaar en klavecimbel
- 1985 Lascia Ch’io Pianga, voor strijkkwartet
- 1986 La Historia Tropical, voor spreker en zeven instrumenten (klarinet, fagot, trompet, trombone, viool, contrabas en slagwerk) - gebaseerd op het verhaal "El Pobre Cucarachero" van de Venezolaanse auteur Antonio Arraiz
- 1989 Jaromiluna, voor viool en harp
- 1991 Piedra en la Piedra, voor dwarsfluit, marimba en vibrafoon[2]
- 1993 Llorença en el Nou Mon, voor viool en piano
- 1994 Zamuro tumbó Mirage, voor altsaxofoon, basklarinet, piano en slagwerk
- 1998 Cecilia en Azul y Verde, voor cello en piano
- 1999 20th-Century Burnout, voor altviool en gitaar
- 2000 Puente Trans-Arábico, voor Midden-Oosten slagwerkinstrumenten en strijkkwartet[3]
- 2003 Rochela (Raw Cello), voor negen celli
- 2004 Zamuro tumbó Mirage, voor dwarsfluit, hobo, altsaxofoon, trompet, tuba, viool, altviool, cello, piano en 3 slagwerkers
- 2005 Compass Points (Puntos en la Brújula), voor klarinet, viool en piano
- 2006 Fronteras Abiertas (Froteras Abiertas), voor cello solo
- 2006 Al Otro Lado del Rio, voor gitaar en strijkkwartet
- 2007 Perfiles Sospechosos, voor dwarsfluit, cello en slagwerk
- 2010 Merengue en el Espejo (Merengue in the Mirror), voor 2 dwarsfluiten
- 2011 Not my Lover, voor trombone en strijktrio

### Werken voor piano
- 1981 Sones Formales No. 2
- 1984 Bachangó[4]
- 1995 Mambozart
- 1996 Está Lloviendo Afuera y no Hay Agua
- 2004 Salsa Inglesa
- 2006 Child Poet Perfectly Contented in Foreign Lands
- 2011 The Worst (Empanadas) in London

### Werken voor slagwerk
- 1983 Concertino, voor pauken en slagwerk

### Elektroakoestische muziek
- 1986 Lexione Prima, voor bandrecorder
- 1986 M.I.S.A., voor bandrecorder en dansers
- 1988 Three Miniatures, voor dwarsfluit en Gettoblaster

## Publicaties
- Orrego-Salas in Half a Century of Sound Recordings, in: Latin American Music Review / Revista de Música Latinoamericana, vol.21 nr.1 (Spring - Summer, 2000): pp. 9-15, ISSN 0163-0350
- Beethoven mit Karibik Sound: Mixing the Unmixable
- Music’s Vending Machines: Hidden Meanings in a Composer’s Alignment with Tradition
- Voices in Limbo: Identity, representation, and realities of Latin American Composers, Ph.d diss., University of Chicago, 1999., 3.